# Epeolus bischoffi
Epeolus bischoffi is een vliesvleugelig insect uit de familie bijen en hommels (Apidae). De wetenschappelijke naam van de soort is voor het eerst geldig gepubliceerd in 1954 door Mavromoustakis.
1. ↑  (2008) Integrated Taxonomic Information System (ITIS) Bee Checklist 3 oktober 2008 (niet meer beschikbaar, nieuwe lijst hier)